# Fritz Strobl
Fritz Strobl (ur. 24 sierpnia 1972 w Lienz) – austriacki narciarz alpejski, złoty medalista olimpijski i dwukrotny medalista mistrzostw świata.

## Kariera
W zawodach Pucharu Świata Fritz Strobl zadebiutował 9 stycznia 1991 roku w Garmisch-Partenkirchen, gdzie zajął 33. miejsce w biegu zjazdowym. Pierwsze pucharowe punkty wywalczył jednak dopiero trzy lata później, 15 stycznia 1994 roku w Kitzbühel, zajmując 20. miejsce w tej samej konkurencji. W sezonie 1993/1994 punktował jeszcze tylko raz, 5 marca 1994 roku w Aspen zajmując 24. miejsce w zjeździe. W efekcie w klasyfikacji generalnej zajął 116. miejsce.
Na podium zawodów pucharowych pierwszy raz znalazł się 15 grudnia 1996 roku w Val d’Isère, gdzie wygrał zawody w zjeździe. W kolejnych zawodach sezonu 1996/1997 wielokrotnie plasował się w czołowej dziesiątce, w tym trzykrotnie stawał na podium: 18 stycznia w Wengen był trzeci, a 25 stycznia w Kitzbühel i 12 marca 1997 roku w Vail był najlepszy w zjeździe. Wyniki te dały mu dwunaste miejsce w klasyfikacji generalnej i trzecie miejsce w klasyfikacji zjazdu, w której wyprzedzili go tylko Francuz Luc Alphand i Włoch Kristian Ghedina. W lutym 1997 roku wystąpił na mistrzostwach świata w Sestriere, gdzie w swojej koronnej konkurencji zajął czwarte miejsce. Walkę o medal przegrał z Ghediną o zaledwie 0,01 sekundy.
Kolejne pucharowe zwycięstwo odniósł 22 stycznia 2000 roku w Kitzbühel, wygrywając zjazd. Zwycięstwo odniósł także 13 lutego 2000 roku w Sankt Anton, tym razem zwyciężając w supergigancie, a 16 marca w Bormio był trzeci w tej konkurencji. W klasyfikacji generalnej zajął ostatecznie siódmą pozycję, a w klasyfikacji supergiganta był trzeci, za dwoma rodakami: Hermannem Maierem i Wernerem Franzem. W międzyczasie tylko trzykrotnie plasował się na podium: 13 marca 1998 roku Crans-Montana był trzeci w zjeździe, 21 grudnia 1998 roku w Innsbrucku trzecie miejsce zajął w supergigancie, a 29 grudnia 1998 roku w Bormio był drugi w zjeździe. W sezonach 1997/1998 i 1998/1999 plasował się poza czołową dziesiątką klasyfikacji generalnej. W tym czasie wystąpił także na igrzyskach olimpijskich w Nagano w 1998 roku, zajmując jedenaste miejsce w zjeździe. Na rozgrywanych rok później mistrzostwach świata w Vail nie wystartował.
Z mistrzostw świata w Sankt Anton w 2001 roku również wrócił bez medalu. Wystąpił tam tylko w biegu zjazdowym, który ukończył na szóstym miejscu. W zawodach pucharowych trzykrotnie mieścił się w najlepszej trójce: 9 grudnia 2000 roku w Val d’Isère i 3 marca 2001 roku w Kvitfjell był trzeci, a 27 stycznia w Garmisch-Partenkirchen był najlepszy w zjeździe. W klasyfikacji generalnej dało mu to trzynaste miejsce, a w klasyfikacji zjazdu był trzeci za Maierem i kolejnym Austriakiem, Stephanem Eberharterem. Najlepsze wyniki osiągnął w sezonie 2001/2002, który ukończył na piątej pozycji. Na podium plasował się pięciokrotnie: 28 grudnia 2001 roku w Bormio był drugi w zjeździe, dzień później w tej samej konkurencji był najlepszy, 26 stycznia w Garmisch-Partenkirchen wygrał supergiganta, 2 lutego w Sankt Moritz był drugi w zjeździe, a 7 marca 2002 roku w Altenmarkt-Zauchensee był drugi w supergigancie. W efekcie był drugi za Eberharterem w klasyfikacji zjazdu i trzeci w klasyfikacji supergiganta, w której lepsi byli tylko Eberharter i Didier Cuche ze Szwajcarii. W 2002 roku brał też udział w igrzyskach olimpijskich w Salt Lake City, odnosząc swój największy sukces. W biegu zjazdowym wywalczył tam złoty medal, wyprzedzając Lasse Kjusa z Norwegii oraz Stephana Eberhartera. Na tych samych igrzyskach był też czwarty w supergigancie, przegrywając walkę o brąz z innym Austriakiem, Andreasem Schiffererem.
W kolejnych dwóch sezonach osiągał nieco słabsze wyniki. Czterokrotnie stawał na podium, jednak nie odniósł zwycięstwa: 29 grudnia 2002 roku w Bormio, 31 stycznia 2004 roku w Garmisch-Partenkirchen oraz 6 marca w Kvitfjell i 10 marca 2004 roku w Sestriere zajmował drugie miejsce w zjeździe. W klasyfikacjach końcowych nie stawał na podium, najlepszy wynik w tym czasie osiągnął w klasyfikacji zjazdu w sezonie 2003/2004, kiedy zajął czwarte miejsce. W lutym 2003 roku brał udział w mistrzostwach świata w Sankt Moritz, zajmując dziesiąte miejsce w zjeździe. W sezonie 2004/2005 na podium stawał czterokrotnie: 29 grudnia 2004 roku w Bormio był trzeci w zjeździe, 24 stycznia w Kitzbühel i 10 marca w Lenzerheide był trzeci w supergigancie, a 19 lutego 2005 roku w Garmisch-Partenkirchen zajął trzecie miejsce w zjeździe. W klasyfikacji generalnej był ósmy, w klasyfikacji zjazdu był szósty, a w klasyfikacji supergiganta zajął dziesiąte miejsce. W lutym 2005 roku wystąpił w zjeździe na mistrzostwach świata w Bormio, kończąc rywalizację na czwartej pozycji. Walkę o podium wygrał tam Michael Walchhofer, który był szybszy o 0,08 sekundy.
Ostatnie pucharowe zwycięstwo Strobl odniósł na początku sezonu 2005/2006, kiedy 26 listopada 2005 roku w Lake Louise był najlepszy w zjeździe. W następnych zawodach jeszcze trzy razy znalazł się na podium: 10 grudnia w Val d’Isère i 29 grudnia 2005 roku w Bormio był drugi w zjeździe, a 14 stycznia 2006 roku w Wengen w tej samej konkurencji był trzeci. Sezon zakończył na dwunastej pozycji w klasyfikacji generalnej, a w klasyfikacji zjazdu zajął drugie miejsce za Walchhoferem. W lutym 2006 startował na igrzyskach olimpijskich w Turynie, gdzie w swoim jedynym starcie, biegu zjazdowym, zajął ósmą pozycję. Ostatnie podium w zawodach Pucharu Świata wywalczył 16 grudnia 2006 roku w Val Gardena, gdzie zajął trzecie miejsce w zjeździe. W czołowej dziesiątce znalazł się jeszcze tylko trzy razy i sezon 2006/2007 zakończył na 28. miejscu w klasyfikacji generalnej. W swoich ostatnich pucharowych zawodach, 15 marca 2007 roku w Lenzerheide wystąpił przebrany za Mozarta. Ostatnie sukcesy osiągnął podczas mistrzostw świata w Åre w 2007 roku, gdzie zdobył dwa medale. Wspólnie z Renate Götschl, Michaelą Kirchgasser, Benjaminem Raichem, Marlies Schild i Mario Mattem zdobył złoty medal w rywalizacji drużynowej. Ponadto w supergigancie zdobył srebrny medal, rozdzielając na podium Włocha Patricka Staudachera i Bruno Kernena ze Szwajcarii.
Dwukrotnie zdobywał mistrzostwo Austrii: w 1999 roku wygrał supergiganta, a w 2001 roku był najlepszy w zjeździe. W 2002 roku otrzymał także Odznakę Honorową za Zasługi dla Republiki Austrii. Karierę sportową zakończył w maju 2007 roku i rozpoczął pracę w policji w Salzburgu.

## Osiągnięcia

### Igrzyska olimpijskie
| Miejsce | Dzień     | Rok  | Miejscowość    | Konkurencja | Czas biegu | Strata | Zwycięzca           |
| ------- | --------- | ---- | -------------- | ----------- | ---------- | ------ | ------------------- |
| 11.     | 13 lutego | 1998 | Nagano         | Zjazd       | 1:50,11    | +1,23  | Jean-Luc Crétier    |
| 1.      | 10 lutego | 2002 | Salt Lake City | Zjazd       | 1:39,13    | -      | -                   |
| 4.      | 16 lutego | 2002 | Salt Lake City | Supergigant | 1:21,58    | +0,34  | Kjetil André Aamodt |
| 8.      | 12 lutego | 2006 | Turyn          | Zjazd       | 1:48,80    | +1,22  | Antoine Dénériaz    |

### Mistrzostwa świata
| Miejsce | Dzień     | Rok  | Miejscowość  | Konkurencja | Czas biegu | Strata | Zwycięzca          |
| ------- | --------- | ---- | ------------ | ----------- | ---------- | ------ | ------------------ |
| 4.      | 8 lutego  | 1997 | Sestriere    | Zjazd       | 1:51,11    | +0,36  | Bruno Kernen       |
| 6.      | 7 lutego  | 2001 | Sankt Anton  | Zjazd       | 1:38,74    | +0,92  | Hannes Trinkl      |
| 10.     | 8 lutego  | 2003 | Sankt Moritz | Zjazd       | 1:43,54    | +1,24  | Michael Walchhofer |
| 4.      | 5 lutego  | 2005 | Bormio       | Zjazd       | 1:56,22    | +0,95  | Bode Miller        |
| 2.      | 14 lutego | 2007 | Åre          | Supergigant | 1:14,30    | +0,32  | Patrick Staudacher |
| 22.     | 11 lutego | 2007 | Åre          | Zjazd       | 1:44,68    | +2,29  | Aksel Lund Svindal |
| 1.      | 18 lutego | 2007 | Åre          | Drużynowo   | 18 pkt     | -      | -                  |

### Puchar Świata

#### Miejsca w klasyfikacji generalnej
- sezon 1993/1994: 116.
- sezon 1996/1997: 12.
- sezon 1997/1998: 28.
- sezon 1998/1999: 14.
- sezon 1999/2000: 7.
- sezon 2000/2001: 13.
- sezon 2001/2002: 5.
- sezon 2002/2003: 19.
- sezon 2003/2004: 14.
- sezon 2004/2005: 8.
- sezon 2005/2006: 12.
- sezon 2006/2007: 28.

#### Zwycięstwa w zawodach
1. Val d’Isère – 15 grudnia 1996 (zjazd)
2. Kitzbühel – 25 stycznia 1997 (zjazd)
3. Vail – 12 marca 1997 (zjazd)
4. Kitzbühel – 22 stycznia 2000 (zjazd)
5. St. Anton am Arlberg – 13 lutego 2000 (supergigant)
6. Garmisch-Partenkirchen – 27 stycznia 2001 (zjazd)
7. Bormio – 29 grudnia 2001 (zjazd)
8. Garmisch-Partenkirchen – 26 stycznia 2002 (supergigant)
9. Lake Louise – 26 listopada 1995 (zjazd)

- 9 zwycięstw (7 zjazdów i 2 supergiganty)

#### Pozostałe miejsca na podium
1. Wengen – 18 stycznia 1997 (zjazd) – 3. miejsce
2. Crans-Montana – 13 marca 1998 (zjazd) – 3. miejsce
3. Innsbruck – 21 grudnia 1998 (supergigant) – 2. miejsce
4. Bormio – 29 grudnia 1998 (zjazd) – 2. miejsce
5. Bormio – 16 marca 2000 (supergigant) – 2. miejsce
6. Val d’Isère – 9 grudnia 2000 (zjazd) – 3. miejsce
7. Kvitfjell – 3 marca 2001 (zjazd) – 3. miejsce
8. Bormio – 28 grudnia 2001 (zjazd) – 2. miejsce
9. Sankt Moritz – 2 lutego 2002 (zjazd) – 2. miejsce
10. Altenmarkt-Zauchensee – 7 marca 2002 (supergigant) – 2. miejsce
11. Bormio – 29 grudnia 2002 (zjazd) – 2. miejsce
12. Garmisch-Partenkirchen – 31 stycznia 2004 (zjazd) – 2. miejsce
13. Kvitfjell – 6 marca 2004 (zjazd) – 2. miejsce
14. Sestriere – 10 marca 2004 (zjazd) – 2. miejsce
15. Bormio – 29 grudnia 2004 (zjazd) – 3. miejsce
16. Kitzbühel – 24 stycznia 2005 (supergigant) – 3. miejsce
17. Garmisch-Partenkirchen – 19 lutego 2005 (zjazd) – 3. miejsce
18. Lenzerheide – 10 marca 2005 (zjazd) – 3. miejsce
19. Val d’Isère – 10 grudnia 2005 (zjazd) – 2. miejsce
20. Bormio – 29 grudnia 2005 (zjazd) – 2. miejsce
21. Wengen – 14 stycznia 2006 (zjazd) – 3. miejsce
22. Val Gardena – 16 grudnia 2006 (zjazd) – 3. miejsce